# Waldkirch
Waldkirch es una comuna suiza del cantón de San Galo, ubicada en el distrito de San Galo. Limita al norte con las comunas de Bischofszell (TG), Hauptwil-Gottshaus (TG) y Häggenschwil, al este con Wittenbach, al sur con Gaiserwald, Andwil y Gossau, y al occidente con Niederbüren.